# 3分30秒のタイムカプセル
「3分30秒のタイムカプセル」（さんぷんさんじゅうびょうのタイムカプセル）は、2019年12月4日にソニー・ミュージックレコーズから発売された遊助の28枚目のシングル。

## 概要
前作「千羽鶴」から約5か月ぶりのシングル。

## 販売形態
- 初回生産限定盤A
  - CD+DVD
  - サイン入りポスターが当たる購入者限定応募はがき封入
- 初回生産限定盤B
  - CD+DVD
  - サイン入りポスターが当たる購入者限定応募はがき封入
- 通常盤
  - CDのみ
  - 初回仕様のみ　サイン入りポスターが当たる購入者限定応募はがき封入

## 収録曲

### 初回生産限定盤A
CD
1. 3分30秒のタイムカプセル
作詞：遊助、作曲：Cube Juice
2. いつか
作詞：遊助、作曲：Akihito Tanaka
3. gray sky
作詞：遊助、作曲：Daisuke“D.I”Imai
4. 3分30秒のタイムカプセル -Instrumental-

DVD
1. 3分30秒のタイムカプセル - Music Video -
2. Documentary of 3分30秒のタイムカプセル

### 初回生産限定盤B
CD
1. 3分30秒のタイムカプセル
2. いつか
3. gray sky
4. 3分30秒のタイムカプセル -Instrumental-

DVD
1. 遊飯～vol.2～

### 通常盤
CD
1. 3分30秒のタイムカプセル
2. いつか
3. gray sky
4. れいこ
作詞：遊助、作曲：NAOKI-T